# Ali Latifiyan
Ali Latifiyan (nascido em 1968 - Teerã) (em persa: علی لطیفیان), é um escritor iraniano, pesquisador, teórico político-social e historiador. A maioria de suas teorias e pesquisas estão no campo do iluminismo, intelectualismo, liberalismo e cultura iraniana.

## Biografia
Ali Latifiyan nasceu em 15 de dezembro de 1968 em Teerã, Irã.  Seu pai, Mohammad Hossein Latifiyan, era funcionário da Universidade de Teerã. Isso o levou a frequentar as reuniões de grandes professores da Universidade de Teerã quando criança.  O avô de seu pai, Heydar Latifiyan, foi um dos comandantes durante a Primeira Guerra Mundial ( teatro do Oriente Médio ) na campanha persa .  Ele recebeu seu diploma na área de ciências naturais da Fatemi High School (uma das melhores escolas de ensino médio de Teerã na década de 1980).  No entanto, devido ao seu interesse pela ciência política, continuou seus estudos superiores neste campo. Ele conseguiu seu mestrado em duas disciplinas: ciência política e estudos islâmicos. Depois disso, ele começou a ensinar história, sociologia, etc. em faculdades e escolas iranianas Ele publicou inúmeros artigos e artigos. Uma coleção dessas obras é reunida em uma coleção chamada (Naghashi-Koodaki). A maioria de suas obras são histórias curtas e bonitas sobre a história do Irã. Seu livro, intitulado "Reviewing the Performance of Intellectuals from 1941 to 1979", investiga intelectuais como Jalal Al-Ahmad, AbdolKarim Soroush, Ali Shariati, Sadeq Hedayat, Mirzadeh Eshghi, Ahmad Shamlou e... durante a época de Mohammad Reza Pahlavi (especialmente durante os eventos do Primeiro Ministro Dr. Mohammad Mosaddegh ) paga. Este livro foi elogiado e encorajado por Abdolreza Hoshang Mahdavi, Hoshang Moqtader e Abdul Ali Bigdeli (alguns dos maiores cientistas políticos iranianos). 

Ali Latifian estava dando uma palestra na universidade, julho de 1994

Ele se casou com Poopak NikTalab (filha de Ahmad NikTalab ) em 1999.